# Gordon McQueen
Gordon McQueen (Kilbirnie, North Ayrshire, Escocia, 26 de junio de 1952-15 de junio de 2023) fue un futbolista y entrenador británico, que jugaba de defensa y militó en diversos clubes de Escocia e Inglaterra. Formó parte del plantel del Leeds United de Inglaterra que llegó a la Final de la UEFA Champions League 1974-75, en la que perdieron en el partido único de París ante el Bayern Munich de Alemania (comandado por Franz Beckenbauer, Sepp Maier, Gerd Müller y  Uli Hoeness, jugadores que un año antes ganaron tanto el mismo torneo con el equipo bávaro como la Copa del Mundo FIFA de 1974 con la Selección Alemana).

## Selección nacional
Con la Selección de fútbol de Escocia, disputó 30 partidos internacionales y anotó 5 goles. Fue convocado tanto para los mundiales de 1974 como de 1978, pero no llegó a disputar ningún partido en ellos.

### Participaciones en Copas del Mundo
| Mundial                        | Sede                | Resultado    |
| ------------------------------ | ------------------- | ------------ |
| Copa Mundial de Fútbol de 1974 | Alemania Occidental | Primera Fase |
| Copa Mundial de Fútbol de 1978 | Argentina           | Primera Fase |

## Clubes
| Club              | País       | Año         |
| ----------------- | ---------- | ----------- |
| Saint Mirren      | Escocia    | 1970 - 1972 |
| Leeds United      | Inglaterra | 1972 - 1978 |
| Manchester United | Inglaterra | 1978 - 1985 |
| Seiko             | Hong Kong  | 1985 - 1986 |